# 中嶋貞治
中嶋 貞治（なかじま さだはる、1956年5月29日 - ）は日本料理の料理家。「新宿割烹 中嶋」店主である。東京都渋谷区出身。

## 人物
- 祖父が北大路魯山人が主宰していた「星岡茶寮」の料理長で、父が「新宿割烹 中嶋」（1962年に開業）の初代店主である。1980年に父の跡を継いで2代目店主となる。
- NHKの情報番組「あさイチ」の「夢の3シェフ競演」（前番組「生活ほっとモーニング」からのコーナー）ではイタリア料理代表の落合務と中華料理代表の孫成順とともに出演している。

## 授与
- 社団法人日本全職業調理師協会本部（表彰、1997年）
- 東京都優良調理師（感謝状、1998年）
- 社団法人全職業調理師会（感謝状、2000年）
- 東京都技能士会連合会（感謝状、2002年）
- 日本職業調理師協会本部（感謝状、2003年）

## 著書
- 『味わい深い豆腐料理』（新星出版社）
- 『新しい味の料理』（家の光協会）

ほか